# Oracoli (album)
Oracoli è il 15° album in studio di Pierangelo Bertoli pubblicato nel 1990.

## Descrizione
È l'album che segna il passaggio di Bertoli dalla CGD alla Dischi Ricordi rilanciando il cantautore di Sassuolo nelle classifiche dei dischi più venduti. I brani dell'album sono stati scritti in tandem con il cantautore mantovano Luca Bonaffini, ad eccezione di Sabato scritto con E. Zarrillo. Gli arrangiamenti sono curati da Lucio Fabbri; al lavoro hanno partecipato musicisti di grande talento come Henghel Gualdi, Aco Bocina e Flavio Premoli.
Bertoli riscopre la sua vena di cantore della vita quotidiana trovando parole e musiche "semplici", immediate, coinvolgenti che sanno andare dritte al cuore. Il brano che dà il titolo all'album è una sferzante e divertita critica della facilità con cui persone di diversi ceti sociali ed in diverse situazioni esistenziali preferiscono farsi illudere da maghi e fattucchieri pur di non guardare in faccia alla realtà. Tra i brani più toccanti vanno senza dubbio segnalati Se potesse bastare e Dal vero, breve ma intensa canzone d'amore. Fabio Concato duetta in Chiama piano e in Acqua limpida, nel quale partecipa anche Grazia Di Michele: brano corale, dall'atmosfera della filastrocca che parla del passaggio dalle incertezze ed illusioni adolescenziali alla consapevolezza del proprio essere persone per cercare di vivere ed amare pienamente.

## Tracce
1. Oracoli – 3:43
2. Se potesse bastare – 3:56
3. Chiama piano – 4:37
4. Sabato – 4:17
5. Sere – 4:15
6. E così nasce una canzone – 3:28
7. Dal vero – 3:38
8. Acqua limpida – 3:28
9. Gente metropolitana – 3:31
10. Come eravamo – 3:35
11. Eroi – 3:19

## Formazione
- Pierangelo Bertoli – voce
- Massimo Luca – chitarra, cori
- Lucio Fabbri – viola, cori, violino, organo Hammond, pianoforte, Fender Rhodes
- Flavio Premoli – fisarmonica
- Ale Cercato – basso
- Lele Melotti – batteria
- Sergio Conforti – pianoforte, organo Hammond
- Roby Colella – steel guitar
- Aco Bocina – mandolino
- Fabio Treves – armonica
- Henghel Gualdi – clarinetto
- Luca Bonaffini – armonica a bocca, cori
- Giancarlo Parisi – zampogna
- Demo Morselli – tromba
- Giancarlo Porro – sax alto, sassofono tenore, sassofono baritono
- Feiez – sassofono tenore
- Grazia Di Michele, Alessandro Simonetto, Patrizia Di Malta – cori
- Fabio Concato – voce (in Chiama Piano)